# Nicetas
Nicetas – imię męskie pochodzenia greckiego (Νικήτας, 'Nik-tas'), od wyrazu gr. νίκη („zwycięstwo”). Jego odpowiednikiem wśród Słowian wschodnich jest imię Mykyta bądź Nikita. W wielu krajach (głównie anglojęzycznych) imię Nikita używane jest jako imię żeńskie.
Nicetas imieniny obchodzi 7 stycznia, 20 marca, 3 kwietnia, 5 maja i 15 września.

## Imiennicy
- Nicetas (syn Arbabasdesa)
- św. Nicetas z Remezjany – biskup.
- św. Niketas Got – męczennik.
- św. Nicetas z Medikionu – opat.
- Niketas Choniates – bizantyński historyk.
- Nikita Chruszczow – radziecki polityk.
- Nikita Michałkow – rosyjski reżyser.
- Nikita Panin – rosyjski polityk.